# Cleidogona coatlicue
Cleidogona coatlicue är en mångfotingart som beskrevs av Shear 1986. Cleidogona coatlicue ingår i släktet Cleidogona och familjen Cleidogonidae. Inga underarter finns listade i Catalogue of Life.